# Mint Mobile
Mint Mobile, LLC — оператор мобільної віртуальної мережі в Сполучених Штатах, що використовує мережу оператора T-Mobile. Для використання послуги потрібно придбати фізичну SIM-карту або eSIM онлайн та, за винятком пробного періоду, передплатити щонайменше три місяці обслуговування.

## Історія
Компанію було засновано в 2015 році як Mint SIM, в якості дочірньої компанії Ultra Mobile, Девідом Глікманом, хто також засновував Ultra Mobile, і Різваном Кассімом.
У листопаді 2019 року було завершено корпоративне відділення компанії від Ultra Mobile, і Райан Рейнольдс придбав 20–25 % акцій компанії. Рейнольдс і засновник Глікман входили до ради директорів фонда Майкла Дж. Фокса, і Глікман був вражений тим, як Рейнольдс займався маркетингом фільма «Дедпул».
У березні 2023 року компанія T-Mobile US погодилась придбати Ka'ena Corporation, а також її дочірні компанії та бренди, включаючи Mint Mobile. Було оголошено, що Рейнольдс залишиться на своїй «творчій посаді від імені Mint», де він виступає в якості прес-секретаря. Генеральний директор T-Mobile Майк Сіверт запевнив клієнтів, що поточний план Mint у розмірі 15 доларів на місяць залишиться без змін, а засновники Mint також залишаться й керуватимуть Mint Mobile, який «загалом працюватиме як окремий бізнес-підрозділ».

## Нагороди та визнання
У 2021 році журнал American City Business Journals визнав компанію такою, що найшвидше розвивається в Америці, а також включив до списку найкращих місць для роботи.
У рейтингу US News & World Report компанія посіла друге місце в рейтингу найкращих планів для мобільних телефонів у 2022 року після Tello Mobile. TechRadar оцінює плани компанії як «найкращі за загальною вартістю».